# Rex (Toy Story)
Rex es un dinosaurio de juguete, que aparece en las películas animadas de la franquicia Toy Story. Su actor original de voz, es Wallace Shawn. 
Rex es un tiranosaurio de juguete, grande, verde y hecho de plástico y con ciertas partes de metal para así poder moverse sin cobrar vida. Rex tiene ansiedad, complejo de inferioridad, y la preocupación de que no es lo suficientemente aterrador. El peor temor de Rex (después de Sid), es que Andy lo reemplace por un tiranosaurio más aterrador. Él está entre los más grandes juguetes de Andy, y se representa a menudo como el más pesado.
Aunque Rex sea un dinosaurio de juguete, no le gusta confrontar y es sensible en la naturaleza.

## Voces
- Wallace Shawn (voz original en inglés)
- Jesús Barrero (doblaje en Hispanoamérica)
- Pepe Vilchis (segunda voz en Hispanoamérica para Toy Story 4)
- Pep Sais (doblaje en España)
- Earl Boen (doblaje en el videojuego "Toy Story 2")

## Apariciones
- Toy Story (1995)
- Toy Story 2 (1999)
- Toy Story 3 (2010)
- Toy Story Toons (2011-2012)
- Toy Story of Terror (2013)
- Toy Story That Time Forgot (2014)
- Toy Story 4 (2019)